# Fidena opaca
Fidena opaca är en tvåvingeart som först beskrevs av Juan Brèthes 1910.  Fidena opaca ingår i släktet Fidena och familjen bromsar. Inga underarter finns listade i Catalogue of Life.